# Hydroptila selvatica
Hydroptila selvatica är en nattsländeart som beskrevs av Lazar Botosaneanu 1977. Hydroptila selvatica ingår i släktet Hydroptila och familjen smånattsländor. Inga underarter finns listade i Catalogue of Life.